# پلی‌ال
پلی‌ال(به انگلیسی: Polyol) گونه‌ای از الکلها هستند که شامل چند گروه هیدروکسیل می‌باشد. این ترکیبات در شیمی پلیمر و علوم غذایی کاربرد دارد. مالتیتول، سوربیتول و اریتریتول از جمله این ترکیبات هستند. به مولکولی با ۲ گروه هیدروکسیل دای‌ال، ۳ گروه هیدروکسیل ترای‌ال، و ۴ گروه هیدروکسیل تترال گویند. در کل مولکول‌هایی با ۲ گروه هیدروکسیل یا بیشتر پلی‌ال نامیده می‌شوند.

## کاربرد در شیمی پلیمر
از پلی‌ال‌هایی با جرم مولکولی بالا در تولید مواد پلیمری استفاده می‌شود. پلی‌ال‌ها با ایزوسیانات‌ها واکنش داده و پلی‌اورتان تولید می‌کنند. از این مواد در ساخت تشک، بالش، عایق‌های حرارتی و صوتی، قطعات داخلی و خارجی خودرو، کفی کفش، الاستومرها، پوشش‌ها و درزگیرها استفاده می‌شود.

structure of an idealized alkyd resin derived from glycerol and phthalic anhydride

## وابسته
- الکل
- دی‌ال (الکل)
- تری‌ال